# Supercoupe d'Allemagne féminine de volley-ball
La Supercoupe d'Allemagne féminine de volley-ball est une compétition de volley-ball organisée par la Deutsche Volleyball-Verband (DVV). Elle a été créée en 2016.

## Palmarès
| Année | Vainqueur             | Score                              | Finaliste             |
| ----- | --------------------- | ---------------------------------- | --------------------- |
| 2016  | Allianz MTV Stuttgart | 3 - 1 (25-20, 25-23, 24-26, 25-20) | Dresdner SC           |
| 2017  | SSC Palmberg Schwerin | 3 - 0 (25-17, 25-14, 25-18)        | Allianz MTV Stuttgart |
| 2018  | SSC Palmberg Schwerin | 3 - 1 (25-17, 25-23, 24-26, 25-18) | Dresdner SC           |
| 2019  | SSC Palmberg Schwerin | 3 - 1 (25-22, 31-33, 25-19, 25-18) | Allianz MTV Stuttgart |
| 2020  | SSC Palmberg Schwerin | 3 - 0 (25-23, 27-25, 25-21)        | Dresdner SC           |

## Bilan par club
| Club                  | Titres | Ville     | Année                  |
| --------------------- | ------ | --------- | ---------------------- |
| SSC Palmberg Schwerin | 4      | Schwerin  | 2017, 2018, 2019, 2020 |
| Allianz MTV Stuttgart | 1      | Stuttgart | 2016                   |